# اپراتور چهارم
شرکت خدمات ارتباطی و الکترونیکی ایرانیان نت - شرکت ایرانیان‌نت که به اپراتور چهارم معروف است، با هدف ایجاد، توسعه و مدیریت شبکه ملی، دسترسی فیبر نوری و ارائه سرویس‌های ارزش افزوده بر روی آن تأسیس و شروع به فعالیت نموده است. مجوز فعالیت این شرکت مورخ 89/11/14 توسط معاون اول رئیس جمهور وقت صادر شده است. این شرکت همچنین در تاریخ 90/04/04 تحت شماره ۴۰۷۳۳۲ و شناسه ملی ۱۰۳۲۰۵۸۲۴۳۵ در اداره کل ثبت شرکت‌ها و مؤسسات غیرتجاری سازمان ثبت اسناد و املاک ایران به ثبت رسیده است. ایرانیان نت با اخذپروانه از سازمان تنظیم مقررات و ارتباطات رادیویی، ایجاد شبکه ملی اطلاعات و دسترسی فیبر نوری در ایران را از آبان ماه سال ۱۳۹۱ آغاز کرده است. 
1. پیشینه
2. سهام داران
3. سرویس ها و خدمات
4. مشتریان ما
5. پانویس
6. پیوند به بیرون

### پیشینه
در اواخر دولت نهم، مدیران دولتی حوزه آی تی و آی سی تی کشور به این نتیجه رسیدند که با توجه به عقب ماندن ایران در بخش «جریان اطلاعات بر بستر فیبرنوری» نسبت به کشورهای در حال توسعه، بخش خصوصی بلحاظ تکنیکی و همچنین بضاعت مالی توانایی عهده دار شدن اجرای پروژه ای در اندازه های «ملی» را ندارند. حال که نه بخش خصوصی حاضر است به پروژه ی FTTx، به دلیل سرمایه بر بودن از یکسو و دیربازده بودن از دیگرسو ورود کند و بخش دولتی هم فاقد شرایط لازم برای انجام این مهم است لذا باید طرحی نو درانداخت. بویژه که پیش تر دولت وقت به سرعت سمت واگذاری بسیاری از شرکت ها و سازمان های دولتی (البته به جای دولتی بهتر است از معنای اخص آن یعنی قوه مجریه نام ببریم) به بخش خصوصی(که اگر عمومی اش بنامیم به واقعیت نزدیک تر است) پیش می رفت. سرعت واگذاری ها نیز چنان بود که برای مثال هنوز که هنوز است درباره ی چگونگی و کم و کیف واگذاری برخی شرکت ها حرف و حدیث های بسیاری در محافل رسانه ای و سیاسی مطرح است. بعد از کش و قوس های بسیار در سال 90 ایرانیان نت متولد شد. مسوولانی که مبتکر تشکیل ایرانیان نت بودند با توجه به دو مزیت شرکت جدید التاسیس نسبت به نهادهای دولتی و همچنین بخش «خصوصی»، با اطمینان خاطر در سخنرانی ها و گفت و گو با رسانه ها وعده های بسیار درباره ی اجرای پروژه ی دسترسی با فیبرنوری دادند. لازم به ذکر است که ماموریت مشخص شده بعنوان «تکلیف» شرکت فوق، اجرای پروژه FTTx در هفت کلانشهر کشور بود. حتی بعد از تغییر دولت و آمدن سومین مدیرعامل، تیم مدیریتی اصطلاح شده ی ایرانیان نت، بجای آنکه به آنچه در زمین قرار بود اتفاق بیفتد که به دلایل موجه و ناموجه نیفتاد بنگرد، با نگاه به محاسبات روی کاغذ، ماه های اول روی کار آمدن شان در همان حال و هوای غیرواقعی و خود ساخته ی پیشینیان خویش بوده و مدتی بر شیپور همان وعده ها می دمیدند! دولتی که از اکثریت ملت رای گرفته بود تا با قوه «تدبیر» اکسیر «امید» بر شریان تمامی ارکان اجرایی خرد و کلان کشور بدمد، در حوزه آی تی، مدیریت عالیه اش بر عهده وزارت ارتباطات و فناوری اطلاعات که در راس اش دیپلماتی کهنه کار گماشته شد، قرار داشت. وزیری که احتمالا وقتی پرونده «انتقال اطلاعات بر بستر فیبرنوری» توسط شرکتی که بوسیله اسلافش به همین منظور تشکیل شد را ورق زد و به عینه دید آنچه که طی دو-سه سال بر کاغذ نقش بسته بود در کف خیابان ها در کلانشهرها به منصه ظهور نرسیده است، طبعا اولین فکری که به ذهن اش رسید انحلال شرکت متولی این طرح ملی بود. اما پس از مدتی، ذهنیت اصلاحیِ واقعگرایانه جای تفکر دگرگون سازی مبتنی بر احساس ناخرسندی از عدم پیشرفت در کار را گرفت. مدیریت جدید و کنسرسیوم مالک اپراتور بر آن شدند تا ابتدا به آسیب شناسی علل و عوامل ناکامی شرکت ایرانیان نت، علیرغم پشتیبانی کنسرسیومی متشکل از قدرتمندترین بنگاه های اقتصادی کشور و برخورداری از امتیاز یک دوره ی «حفاظت پنجساله» که سرویس دهی در کلانشهرها را منحصرا در اختیار این شرکت قرار می داد بپردازند. خودنمایی در اغلب موارد صفتی نکوهیده است اما نه در عرصه ی اقتصادی و تجارتی، شرکتی که در نیمه ی سال 92 علل وجودی اش در ذهن و اندیشه ی تاسیس کنندگانش در حال رنگ باختن بود، دو سال بعد از آن، یعنی در سال 94، موفق شد خود را چنان مستعد جذب سرمایه گذاری بنمایاند که نظر یکی از کمپانی های بزرگ را بخود جلب کرد. کمپانی معظمی که در بیست کشور جهان فعالیت دارد و بعنوان یک شرکت «چند ملیتی» در حوزه آی سی تی و آی تی در سطح جهان مطرح است. براساس آخرین اخبار«غیررسمی» علاوه بر تمدید یک دوره «حفاظت» پنجساله دیگر، می توان شرکت خدمات ارتباطی الکترونیکی ایرانیان نت را در سال 96، یعنی سه سال پس از آنکه دولت بهمراه «مجمع شرکت» تصمیم به تعیین تکلیف این اپراتور گرفتند و ابتدا هم از اصلاح تیم مدیریتی اش، نوسازی را، آغاز کردند، از شرکتی که ظن انحلال اش در بسیاری از اذهان گمانه زده می شد زیرا بنا به دلایل موجه و ناموجه در عمل هیچ گام عملی در راستای تکالیف تعیین شده اش برنداشته بود، اپراتوری در حوزه آی تی کشور را پیش رو خواهیم داشت که در ملک چند هزار متری تحت تملک اش در غرب پایتخت مستقر شده و یکی از مراکزش را(در کرج) راه اندازی و به یکی از شرکت های صاحب نام حوزه آی تی واگذار کرده است. اما این همه مسیر طی شده توسط ایرانیان نت نبود اکنون اپراتور چهارم کشور مامور شده انتقال شبکه داخل استانی را در همه سی و یک استان به انجام برساند و با دریافت اینترنت از سرچشمه آنرا بطور عمده به شرکت های اینترنتی واگذار کند. تغییر وتحولات فوق همه ناشی از شرایطی ست که طی این سالها بر اقتصاد کشور رفته است هرچند در همه این فراز و فرودها تسلیم شرایط نشده و کوشیده است تا راهی برای برون رفت پیدا کند.    
سهام داران
| مادر تخصصی مالی و سرمایه گذاری سینا |
| ارتباطات زیرساخت                    |
| گسترش الکترونیک تدبیر ایران         |
| فناوران توسعه ارتباطات پایوران      |
| سرمایه گذاری اهداف                  |

سرویس ها و خدمات
|      | سرویس انتقال                                         | |         |
| ردیف | نام سرویس                                            | شرح سرویس | وضعیت   |
| 1    | سرویس لینک انتقال نقطه به نقطه اختصاصی داخلی         | ارائه لینک نقطه به نقطه با ظرفیت های مختلف جهت انتقال ترافیک درون استانی مشترکین از طریق یک بستر اختصاصی براساس تعرفه های مصوب و ترجیحی            | فعال    |
| 2    | ارائه پهنای باند ابر انتقال                          | ارائه پهنای باند ابر انتقال (انتقال ترانسپرنت پروتکل vpls) جهت انتقال ترافیک درون استانی از طریق شبکه ابری براساس تعرفه های مصوب و ترجیحی          | فعال    |
|      | دیتا سنتر                                            | |         |
| 3    | اجازه اتصال(Cross-connection)                        | امکان اتصال فیزیکی بین تجهیز فنی یک مشترک تا تجهیز فنی خود یا مشترک دیگر در مرکز دیتا سنتر شرکت ایرانیان نت براساس تعرفه های توافقی                | به زودی |
| 4    | اجاره فضا (colocation)                               | اجازه استفاده به صورت Colocation، شامل ارائه فضا، رک، پاور و سایر الزامات به صورت یکپارچه برای نصب تجهیزات در سالن‌های دیتاسنتر ایرانیان نت می‌باشد. | به زودی |
| 5    | سرور اختصاصی (Dedicated Server)                      | امکان استفاده از سرور اختصاصی در دیتا سنتر | به زودی |
| 6    | سرور اختصاصی مجازی( Virtual Private Server — VPS)    | امکان استفاده از سرور مجازی که بخشی از سرور اختصاصی در دیتا سنتر است                                                                               | به زودی |
| 7    | سرور ابری (Cloud Virtual Private Server — Cloud VPS) | امکان استفاده از سرور ابری که بخشی از سرورهای اختصاصی دیتا سنتر است                                                                                | به زودی |
| 8    | هاست اشتراکی (Web hosting)                           | این سرویس پکیجی کامل، از آنچه برای راه اندازی وب سایت نیاز است ، در اختیار مشتری قرار میدهد                                                        | به زودی |
| 9    | شبکه تحویل محتوا (CDN)                               | قابلیت دسترسی به محتوای آنلاین در مرکز دیتا سنتر و انتقال درون استانی به سایر شهرها                                                                | به زودی |
| 10   | سرویس فضا برای دکل                                   | ارائه فضا برای دکل در فضای ایرانیان نت برای نصب انواع انتن براساس تعرفه های مصوب و توافقی                                                          | به زودی |

## مشتریان ایرانیان نت
همراه اول
ایرانسل
رایتل 
های وب
شاتل
رسپینا
ارتباطات ثابت پارسیان